# 聖母子と若い洗礼者聖ヨハネ (ボッティチェッリ)

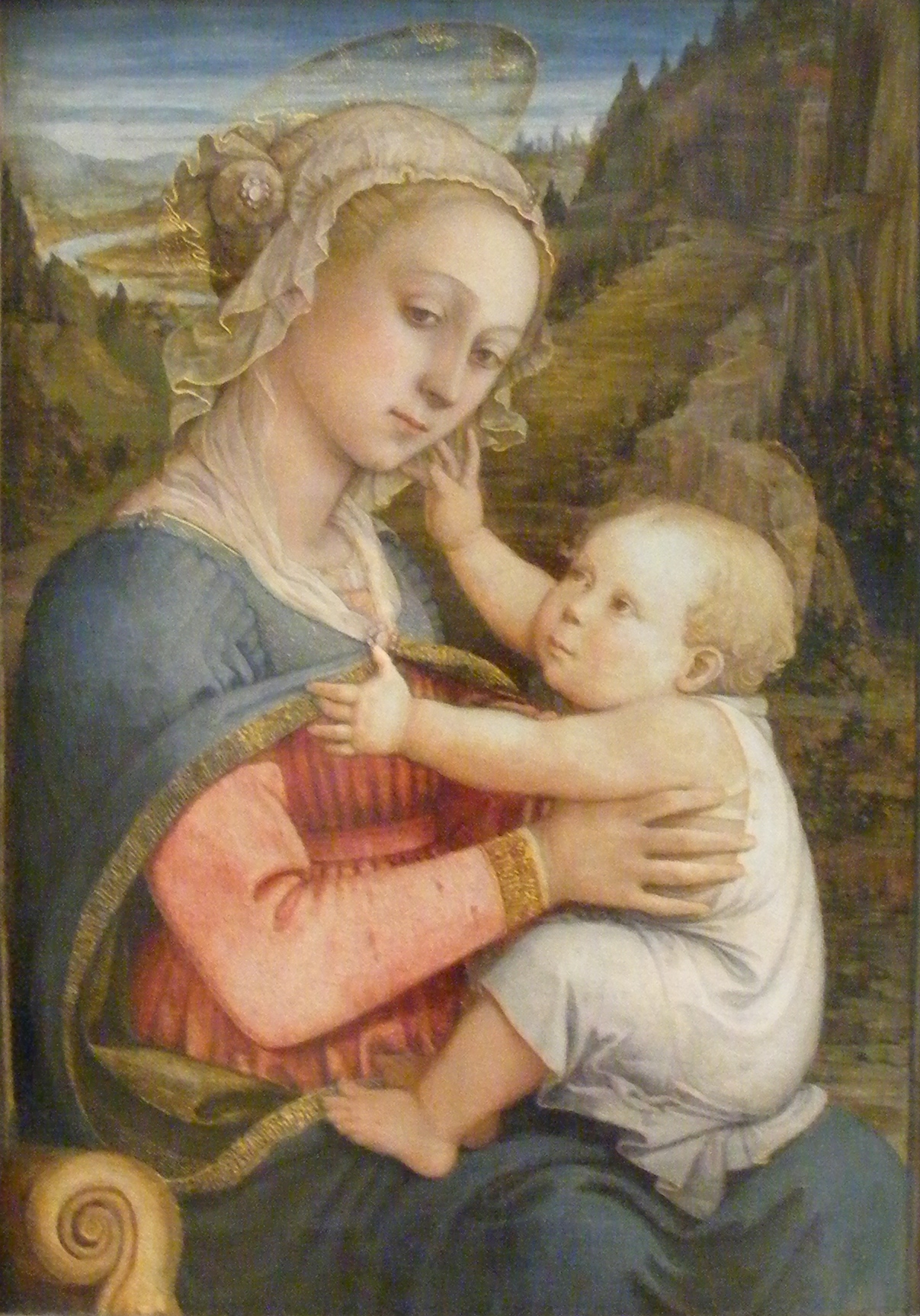
フィリッポ・リッピ『聖母子 (リッピ)』(1465年ごろ)、アルテ・ピナコテーク、ミュンヘン

『聖母子と幼い洗礼者聖ヨハネ』（せいぼしとおさないせんれいしゃせいヨハネ、仏: La Vierge et l'Enfant avec le jeune saint Jean-Baptiste、英: Virgin and Child with Young St John the Baptist）は、イタリア初期ルネサンス絵画の巨匠サンドロ・ボッティチェッリが1470-1475年ごろ、ポプラ板上にテンペラで制作した絵画である。多くの研究者は、この作品をボッティチェッリが師のフィリッポ・リッピの工房にいた時代、あるいはその直後の時期に帰している。作品は、1824年以来、パリのルーヴル美術館に所蔵されている。

## 作品
玉座に座り、幼子イエス・キリストを抱いた「天の女王」としての聖母マリア像の起源はビザンティン美術にまで遡る。ボッティチェッリの師であったフィリッポ・リッピは、その伝統的図像に現実の母と子の情愛を加えた聖母子像の新しい形式を生み出した。この形式はボッティチェッリを初めとする多くの芸術家により継承された。
本作にはリッピの影響が強く見られ、聖母の鼻筋の愛らしい反りや肉づきのよい幼子イエスの描き方はリッピの聖母子にきわめて近い。作品は全体にまだ硬く、ぎこちない感じが残っているが、同時に左側の洗礼者ヨハネに見られるようにボッティチェッリ固有の甘く、繊細鋭敏な人物表現もはっきり現れている。
背景に描かれているバラの垣根はバラの園と同じ意味である。園、すなわち「閉ざされた庭」は、『旧約聖書』の「雅歌」(4:12) に、「わが妹、わが花嫁は閉じた庭、封じた泉のようだ」とあるところから、聖母の処女性の象徴としてしばしば聖母像の背景に描かれる。また、白バラは聖母の純潔を、赤バラは殉教者の血を意味している。